# Большая Пысса
Больша́я Пы́сса (коми Пыисдін) — село в Удорском районе Республики Коми. Административный центр сельского поселения «Большая Пысса».
Расположено на левом берегу реки Мезень, в 120 километрах к северу от районного центра Кослан.

## История
Селение основано в 1586—1608 годах Логинко и Андрейко Максимовыми, переселенцами с реки Вашки. Впервые упомянуто в дозорной книге 1608 года как «починок на Мезени усть Пысы реки». В 1692 г. построена деревянная церковь (сгорела в 1781 г., восстанавливалась после пожаров в 1781 и в 1893—1895 гг.), образован Пысский церковный приход; Пысса стала погостом, центром волости.
К 1930 г. в Пыссе имелись фельдшерско-акушерский пункт, начальная школа, изба-читальня, сельская библиотека, политшкола, пароходная станция, участок милиции, агентство госторга и потребительское общество. В 1948 г. открылась участковая больница. С 1961 до начала 2000-х годов функционировал сельский аэропорт.
В советское время рядом с Пыссой работал Бармский лесопункт Удорского леспромхоза, а также несколько песчаных карьеров. Экстенсивная вырубка леса и добыча песка привела к истощению сырьевой базы и постепенному свёртыванию лесозаготовок в районе, что вкупе с закрытием совхоза привело к безработице и ускорению оттока людей из села.

## Население
| 2010 |
| ---- |
| 338  |